# Os Zeróis
Os Zeróis é uma série de cartuns criados por Ziraldo nos anos 1960 que fazem paródias dos super-heróis norte-americanos, colocando-os em situações cômicas para fazer críticas sobre temas como política, sociedade, guerras e rebeldia. Começaram a ser publicados na revista Fatos e Fotos, seguindo posteriormente para outras publicações brasileiras e estrangeiras.
Em 2012, todos os cartuns foram reunidos nas 256 páginas do livro "Os Zeróis", da editora Globo. O livro ganhou o Troféu HQ Mix no ano seguinte na categoria "Homenagem especial".